# Bioplastic

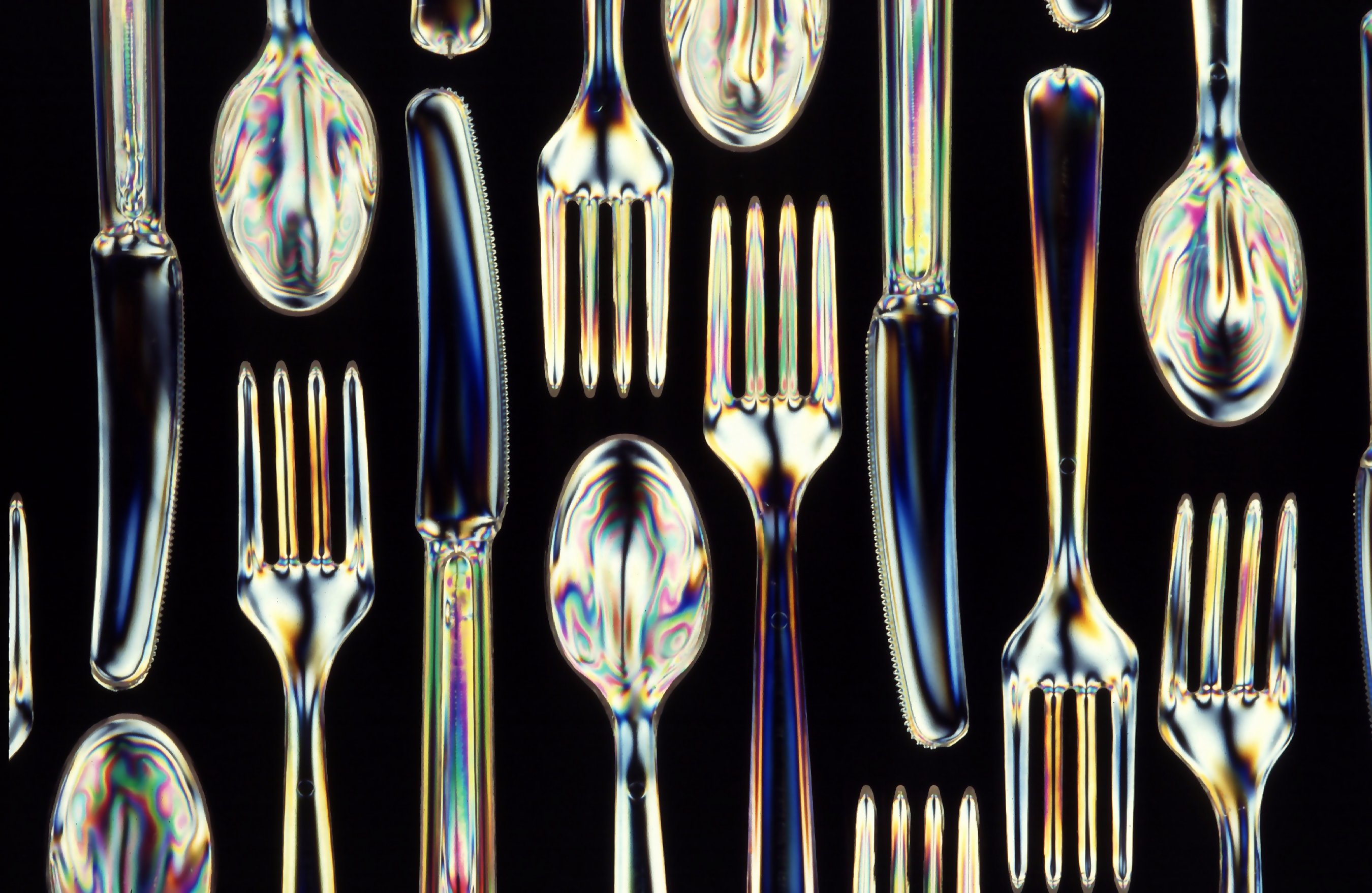
Bestek van bioplastic.

Bioplastic is de naam die gegeven wordt aan plastic dat gemaakt wordt uit natuurlijke producten, zoals zetmeel gewonnen uit aardappels of maïs, dan wel uit cellulose. Het zijn in feite kunstmatige biopolymeren. Ook wordt polymelkzuur oftewel PLA gebruikt voor deze toepassing. In laboratoria wordt gewerkt aan bioplastics gebaseerd op CO2 (koolstofdioxide).
De bioplastics uit maïs zijn de meest gangbare, al lijden deze onder de opkomende druk op maïsverbouw voor bio-benzine. De bedrukbaarheid van de op cellulose gebaseerde bioplastics is echter weer behoorlijk beperkt. De totale globale productiecapaciteit van bioplastic was 2,05 miljoen ton in 2017.

## Biologische afbreekbaarheid
Er dient een onderscheid gemaakt te worden tussen biobased plastic en biologisch afbreekbaar plastic. Niet alle bioplastics zijn biologisch afbreekbaar en niet alle biologisch afbreekbare plastics zijn vervaardigd uit natuurlijke producten. Polymelkzuur is een voorbeeld van een bioplastic dat ook biologisch afbreekbaar is.

## Toepassing
Bioplastic wordt in Nederland onder andere gebruikt voor zakken voor in de gft-bak en plantenpotjes die je met pot en al kunt planten. De eigenschappen van polymelkzuur (PLA) maken het zeer geschikt voor gebruik bij het 3D-printen.

### Grote projecten
- In 2012 begonnen Heinz, Coca-Cola en Nike samen te werken om bioplastics te ontwikkelen. In juni 2014 maakte Heinz samen met Ford bekend dat ze een plastic ontwikkelden op basis van het gedroogde vel van tomaten. Het materiaal blijkt lichter dan traditioneel plastic en bespaart dus brandstof bij toepassingen in de auto's van Ford. Bioplastics stoten bij de fabricage bovendien minder broeikasgassen uit, omdat ze bij lagere temperaturen gevormd kunnen worden.[6]
- In 2018 presenteerden studenten van de TU Eindhoven Noah, een auto opgebouwd uit voornamelijk bioplastics. De auto biedt plaats aan twee personen en heeft een kofferbak.[7] Doordat de carrosserie lichter is dan bij conventionele auto's, heeft Noah een veel kleiner accupakket nodig om de elektromotoren aan te drijven.[8]